# Col di Lana

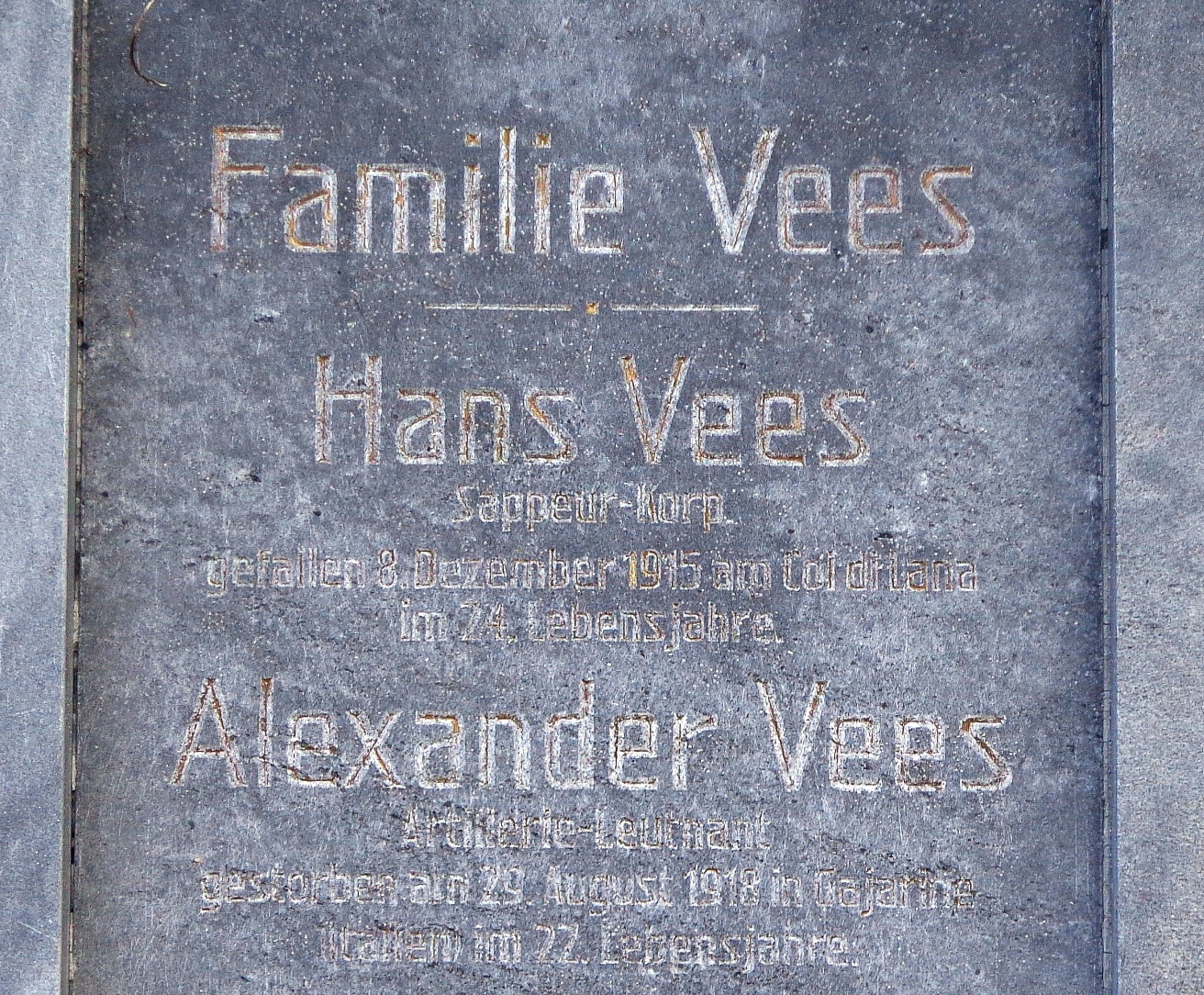
Schärding, Familiengrab mit Erwähnung von Sappeur-Korporal Hans Vees, gefallen 1915 am Col di Lana

Der Col di Lana (ladinisch Col de Lana) ist ein 2462 m s.l.m. hoher Berg in der Fanesgruppe in den Dolomiten. Er liegt bei Livinallongo del Col di Lana (deutsch: Buchenstein)  in der Provinz Belluno (Italien).
Der Berg war wie der benachbarte Monte Sief im Ersten Weltkrieg zwischen Österreichern und Italienern heftig umkämpft und ist heute ein Mahnmal des Krieges in den Dolomiten.

## Kämpfe 1915/16
12 italienische Infanterie- und 14 Alpini-Kompanien unternahmen 1915/16 mehrere verlustreiche Versuche, den zuerst vom Deutschen Alpenkorps und dann von Österreichisch-Ungarischen Truppen besetzten Gipfel zu stürmen, wobei allein durch Lawinen 278 Italiener starben. Doch nicht nur deshalb bekam der Berg von den Italienern auch den Namen „Col di Sangue“ (Blutberg). Die italienische Armee versuchte wie alle anderen kriegführenden Parteien des Ersten Weltkriegs, durch den Einsatz von verhältnismäßig vielen Soldaten den Gipfel zu erobern, wobei große eigene Verluste in Kauf genommen wurden.
Der als Pionier eingesetzte italienische Leutnant Gelasio Caetani entwarf schließlich den Plan zur Unterminierung des Berges, die geräuscharm mit Handbohrmaschinen und Meißeln erfolgte. Anfang 1916 erkannten die Österreicher durch einen Artilleriebeobachter am Pordoijoch, dass der Berggipfel unterminiert wurde. Die Österreicher begannen, einen Gegenstollen anzulegen, und sprengten diesen am 5. April 1916. Diese Gegenmine war allerdings zu weit entfernt vom italienischen Sprengstollen. Dieser wurde mit 5 t Sprenggelatine geladen. In der Nacht vom 16. auf 17. April 1916 wurde die 5. Kompanie des 2. Regiments der Tiroler Kaiserjäger durch die 6. Kompanie unter Oberleutnant Anton von Tschurtschenthaler abgelöst. Am 17. April 1916 um 23:30 Uhr wurde der Gipfel gesprengt. Die Österreicher mussten den Berg daraufhin aufgeben; sie konnten sich jedoch am Monte Sief (der mit dem Col di Lana durch einen Gipfelgrat verbunden ist) behaupten und so einen italienischen Durchbruch in dieser Gegend verhindern.
Auf dem Gipfel befindet sich heute eine Kapelle zum Andenken an die im Krieg Gefallenen. Aus der Kriegszeit sind noch verfallene Schützen- und Laufgräben und einige Barackenreste erhalten, und es gibt ein kleines Museum über die Kämpfe.

## Wegenetz
Ein Anstieg erfolgt von Pieve di Livinallongo (1465 m) über das geschlossene Rifugio Alpino auf dem Pian della Lasta (1835 m); bis zur Hütte gibt es einen Fahrweg. Die Rundumsicht schließt im Norden die weiteren Gipfel der Fanesgruppe, im Osten die Tofane und die Nuvolaugruppe, im Südosten die Civettagruppe, im Südwesten die Marmolatagruppe und im Westen die Sellagruppe ein.

## Wolkenkreuz
Aus dem Jahr 1915 wird eine kreuzförmige Wolkenformation über dem Col di Lana berichtet, die als „Wolkenkreuz vom Col di Lana“ (Nube a forma di croce) bekannt ist. Andere Quellen datieren die Erscheinung mit September 1938 als Vorbote der Katastrophe des Zweiten Weltkriegs, aber auch als Zeichen der Hoffnung auf die Vergänglichkeit der „gottlosen Ideologie des Nationalsozialismus“.